# Choi Dong-hoon
Dans ce nom coréen, le nom de famille, Choi, précède le nom personnel.
Choi Dong-hoon (hangeul : 최동훈 ; RR : Choi Dong-hun ; MR : Ch‘oe Tong-hun) est un réalisateur et scénariste sud-coréen, né le 24 février 1971 à Jeonju (Jeolla du Nord).
Il se classe parmi les réalisateurs les plus performants du cinéma sud-coréen contemporain avec cinq longs métrages à succès commerciaux tels que The Big Swindle (2004 ; 2,12 millions spectateurs), Tazza: The High Rollers (2006 ; 6,84 millions), Woochi, le magicien des temps modernes (2009 ; 6,13 millions), Les Braqueurs (2012 ; 12,9 millions) et Assassination (2015 ; 12,7 millions).

## Biographie
Choi Dong-hoon naît le 24 février 1971 à Jeonju, dans la province de Jeolla du Nord.
Au début des années 2000, après être diplômé de l'Académie des arts cinématographiques coréennes, Choi Dong-hoon commence ses premières activités en tant qu'assistant réalisateur du film Tears (눈물, 2001) d'Im Sang-soo — pour qui il apparaît ensuite en caméo dans plusieurs films.
En 2004, après avoir travaillé sur le scénario pendant deux ans, il présente son premier long métrage The Big Swindle (범죄의 재구성) et a réinventé à lui seul le genre mélangeant braquage et thriller policier en quelque chose d'unique en Corée du Sud. En 2006, il écrit et réalise son deuxième film Tazza: The High Rollers (타짜), montrant un groupe de joueurs invétérés s'adonnant au jeu de cartes coréen hwa-t'u. Il s'agit de l'adaptation d'un manwha signé Huh Young-man and Kim Se-yeong, et ce film connait un succès commercial avec 6 847 777 spectateurs dans tout le pays. En 2009, Woochi, le magicien des temps modernes (전우치) est salué comme le premier film blockbuster de super-héros sud-coréen, ce qu'il lui vaut un scénariste-réalisateur artistiquement innovant et à succès commercial.
En 2012, il reprend le thème du braquage pour Les Braqueurs (도둑들), qui compte 13 millions spectateurs en 70 jours et devient le film le plus gros succès du box-office en Corée du Sud,,,.
En 2015, il présente son premier film historique Assassination (암살), sur des combattants de la liberté lors de la colonisation japonaise de la Corée et se voit encore atteint au sommet du box-office avec  10 millions spectateurs à l'occasion de 70e anniversaire de la journée nationale de la libération de Corée,.
En octobre 2019, il révèle sa préparation du film de science-fiction en deux parties. La première partie a pour titre Alienoid (외계+인 1부, 2022), qui sort en juillet 2022 et est un échec en box-office sud-coréen, en raison du coût élevé de la production qui nécessite environ 7 millions spectateurs pour franchir le seuil de rentabilité.

## Filmographie

### Réalisateur

#### Longs métrages
- 2004 : The Big Swindle (범죄의 재구성)
- 2006 : Tazza: The High Rollers (타짜)
- 2009 : Woochi, le magicien des temps modernes (전우치)
- 2012 : Les Braqueurs (도둑들)
- 2015 : Assassination (암살)
- 2022 : Alienoid : Les Protecteurs du futur (외계+인 1부)
- 2024 : Alienoid : L'Affrontement (외계+인 2부)

#### Courts métrages
- 1998 : Dilemma 98 (98' 여름)
- 2000 : A Short Trip (간결한 여행)

### Scénariste

#### Longs métrages
- 2004 : The Big Swindle (범죄의 재구성) de lui-même
- 2005 : A Boy Who Went To Heaven (소년, 천국에가다) de Yoon Tae-yong
- 2006 : Tazza: The High Rollers (타짜) de lui-même
- 2009 : Woochi, le magicien des temps modernes (전우치) de lui-même
- 2012 : Les Braqueurs (도둑들) de lui-même
- 2015 : Assassination (암살) de lui-même
- 2022 : Alienoid : Les Protecteurs du futur (외계+인 1부) de lui-même
- 2024 : Alienoid : L'Affrontement (외계+인 2부) de lui-même

#### Court métrage
- 2000 : A Short Trip (간결한 여행) de lui-même

### Producteur
- 2015 : Assassination (암살) de lui-même
- 2022 : Alienoid : Les Protecteurs du futur (외계+인 1부) de lui-même

## Distinctions
Sauf indication contraire, les informations mentionnées dans cette section peuvent être confirmées par la base de données cinématographiques IMDb,  présente dans la section « Liens externes ».

### Récompenses
- Blue Dragon Film Awards 2004 pour The Big Swindle :
  - Meilleur réalisateur débutant
  - Meilleur scénariste
- Director's Cut Awards 2004 : meilleur réalisateur débutant pour The Big Swindle
- Grand Bell Awards 2004 pour The Big Swindle :
  - Meilleur réalisateur débutant
  - Meilleur scénariste
- Korean Association of Film Critics Awards 2004 : meilleur réalisateur débutant pour The Big Swindle
- Korean Film Awards 2004 pour The Big Swindle :
  - Meilleur réalisateur débutant
  - Meilleur scénariste
- Baeksang Arts Awards 2007 : meilleur réalisateur pour Tazza: The High Rollers
- Korean Film Awards 2007 : meilleur scénario pour Tazza: The High Rollers
- Pusan Film Critics Awards 2007 : meilleur scénario pour Tazza: The High Rollers
- Chunsa Film Art Awards 2016 : meilleur réalisateur pour Assassination

### Nominations
- Blue Dragon Film Awards 2006 : meilleur réalisateur pour Tazza: The High Rollers
- Grand Bell Awards 2007 : meilleur réalisateur pour Tazza: The High Rollers
- Blue Dragon Film Awards 2012 pour Les Braqueurs :
  - Meilleur réalisateur
  - Meilleur scénario
- Grand Bell Awards 2012 : meilleur réalisateur pour Les Braqueurs
- Baeksang Arts Awards 2013 : meilleur réalisateur pour Les Braqueurs
- Blue Dragon Film Awards 2015 pour Assassination
  - Meilleur réalisateur
  - Meilleur scénario
- Grand Bell Awards 2015 pour Assassination
  - Meilleur réalisateur
  - Meilleur scénario
- Baeksang Arts Awards 2016 : meilleur réalisateur pour Assassination
- Chunsa Film Art Awards 2016 : meilleur scénario pour Assassination